# Варлаам (Ряшенцев)
Архиепископ Варлаам (в миру Виктор Степанович Ряшенцев; 8 (20) июня 1878, Тамбов — 20 февраля 1942, Вологда) — епископ Православной Российской Церкви; с 1927 года архиепископ Пермский. Брат епископа Германа (Ряшенцева).

## Биография
Родился в купеческой семье. Окончил Тамбовскую гимназию (1896) и Казанскую духовную академию со степенью кандидата богословия (1900).

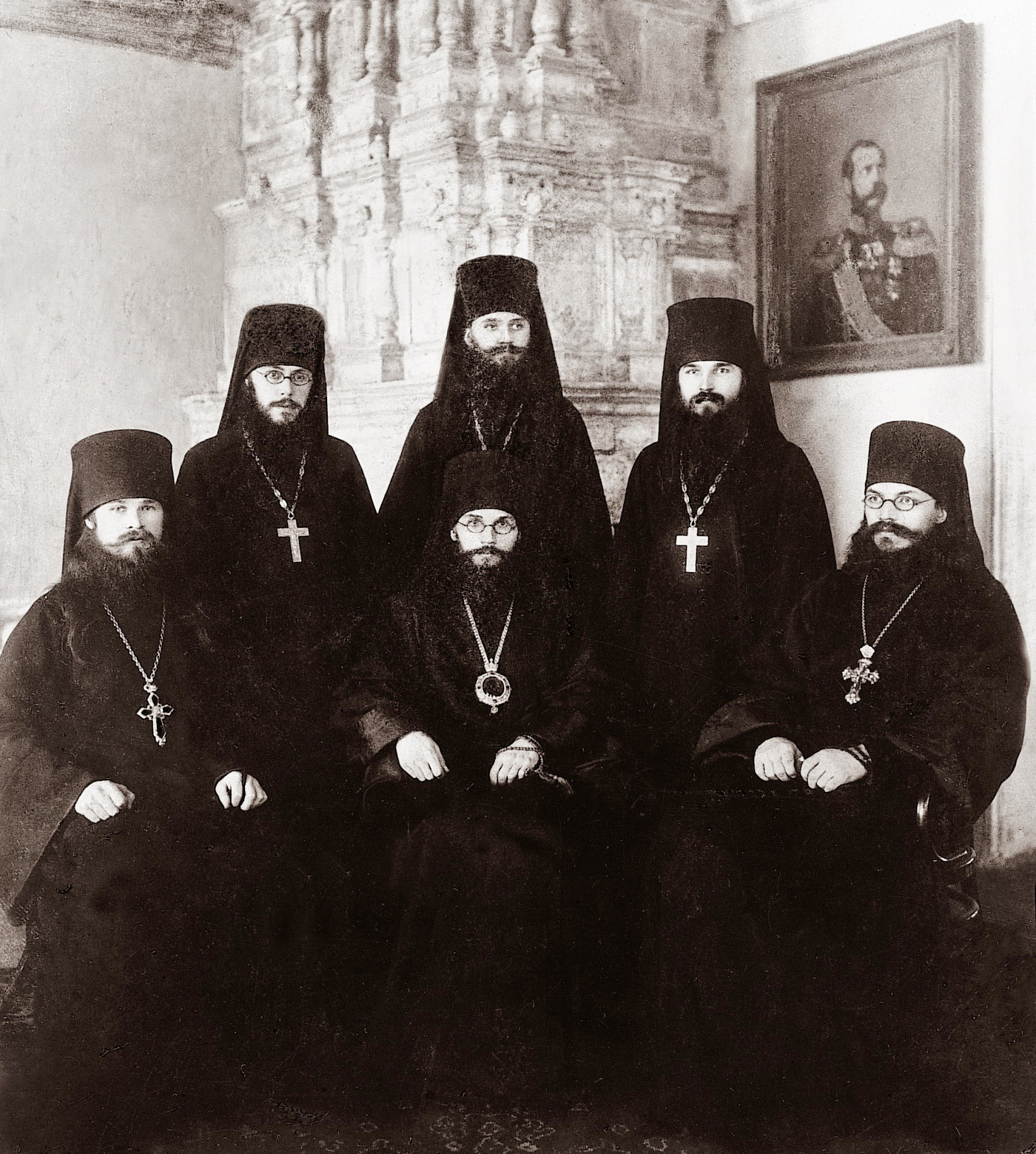
Архимандрит Варлаам (Ряшенцев) среди духовенства Московской духовной академии (сидит слева)

С 29 сентября (12 октября) 1901 года он — преподаватель русского и церковно-славянского языков в Уфимском духовном училище;епископом Антонием (Храповицким) 8 (21) октября 1901 года — пострижен в монашество, 9 октября рукоположён в иеродиакона, 10 октября — в иеромонаха. В 1902—1903 годы — преподаватель богословия, в 1903—1906 — инспектор Уфимской духовной семинарии.
В 1906—1913 годах — ректор Полтавской духовной семинарии в сане архимандрита. В этот период написал ряд богословских трудов, в основном, по апологетике. Автор исследования «Ренан и его книга „Жизнь Иисуса“», которое протоиерей Александр Мень считал одним из самых удачных на данную тему в русской православной литературе. Варлаам резко критично настроен по отношению к французскому автору. Он рассматривал психологические предпосылки, которые привели Ренана к позиции агностического скептицизма, а также художественные особенности его книги, завоевавшие ей популярность. Противопоставил христианский взгляд на жизнь философским позициям Ренана.
13 (26) января 1913 года рукоположён в епископа Гомельского, викария Могилёвской епархии.
С октября 1918 года проживал в Киеве; 23 июня 1919 года был арестован в Гомеле, но 5 июля освобождён по прошению пяти тысяч верующих. Был епископом Мстиславским, викарием Могилевской епархии. В 1922 году — временно управляющий Могилёвской епархией. Некоторое время участвовал в обновленческом движении, принёс покаяние и вновь был принят в юрисдикцию Патриаршей церкви.
С 3 сентября 1923 года — епископ Псковский и Порховский. В 1923—1924 годы временно управлял Гомельской епархией. В 1924 году арестован в Пскове и приговорён к двум годам тюремного заключения. В 1924—1926 гг. находился в заключении в Ярославской тюрьме. С 13 июля 1927 года — архиепископ Пермский, но уже через несколько месяцев, 11 ноября был уволен на покой. Однако в конце декабря 1927 года он был временно назначен управляющим Любимским викариатством Ярославской епархии.
6 февраля 1928 года в составе группы ярославских архиереев отделился от Заместителя Патриаршего местоблюстителя митрополита Сергия (Страгородского), поддержав позицию митрополита Агафангела (Преображенского); 11 апреля ему было запрещено священнослужение; 10 мая заявил о возвращении в молитвенное общение с митрополитом Сергием, после чего 30 мая 1928 года Синод снял запрет в священнослужении.
16 октября 1928 года скончался митрополит Ярославский Агафангел. Текущие дела на первых порах перешли к управляющему архиепископу Варлааму, но вопреки надеждам многих ярославцев митрополит Сергий назначил на овдовевшую кафедру не его, а архиепископа Павла (Борисовского).
7 сентября 1929 года был арестован в Ярославле по делу «церковно-монархической организации „Истинное православие“»; 3 января 1930 года особым совещанием при коллегии ОГПУ приговорён к трём годам ИТЛ. Находился в Котласском лагере. 20 мая 1931 года постановлением коллегии ОГПУ срок был увеличен до 10 лет; переведён из Котласа в Соловецкий лагерь особого назначения
22 февраля 1933 года был досрочно освобождён; находился в ссылке в Вологде. В Вологде совершал тайные богослужения дома; создал небольшие женские монашеские общины из числа монахинь закрытых обителей. По рассказу монахини Магдалины (Некрасовой):

После окончания очередного срока его сослали в Вологду под домашний арест. Он не имел права выходить из кельи. Жил напротив Лазаревской Горбачевской церкви, что на кладбище, у самого выезда из города. Ему разрешали приходить в церковь, но не служить. Мать Капитолина говорила: «Владыченька прислуживал, со свечой выходил, Апостол читал, а служить не мог».

Владыка вел переписку. А поскольку за ним следили, то он пользовался услугами Капитолины, которую он ласково называл Капушкой, её неграмотным почерком и неумением писать. И он «писал» отдельным лицам фразы в иносказательном смысле, очень значимые, которые другому человеку понять было бы нельзя; то есть писала Капушка, она же писала и адрес и посылала из Вологды или из ближайших вологодских деревень.
11 ноября 1940 года был арестован в Вологде, заключён во внутреннюю тюрьму НКВД. Признал себя виновным по всем пунктам обвинения, дал показания против двух десятков людей, оговорив их; это позволило следствию поставить их под свой надзор в качестве будущих жертв. В своём объяснении случившегося после объявления ему приговора архиепископ Варлаам писал: «Вменяемое мне приговором Вологодского областного суда устроение организации против советской власти не соответствует действительности. Правда, я не отрицал наличие у меня организации, но не сразу, а после многочисленных настояний на этом со стороны следователя. Природная уступчивость и нежелание расстраивать добрые отношения со следователями побудили меня сделать это».
26 августа 1941 года судебной коллегией по уголовным делам Вологодской области был приговорён к расстрелу; постановлением Президиума Верховного Совета СССР от 25 ноября 1941 года расстрел заменён на 10 лет ИТЛ.
Скончался в тюрьме № 1 Вологды 20 февраля 1942 года.

## Труды
- Ренан и его книга «Жизнь Иисуса». Изложение содержания и критический разбор. Популярно-научное исследование. Полтава, 1908.
- О христианском воспитании детей. Полтава, 1910.
- В труде — жизнь. Полтава, 1912.
- Вера и причины неверия. Популярно-научное исследование. Полтава, 1912.
- Теософия пред судом христианства. Полтава, 1912.
- Памятка иноку